# Veronika Kohlbach
Veronika („Ronny“) Kohlbach (* 3. Jänner 1906; † 1996 in Wien) war eine in den 1930er Jahren erfolgreiche österreichische Leichtathletin und Olympionikin (1936).

## Werdegang
Sie war an vier Weltrekorden im Staffellauf beteiligt und erzielte 25 österreichische Rekorde, davon 11 in olympischen Disziplinen.
Sie startete im 100-Meter-Lauf, im 200-Meter-Lauf, im 80-Meter-Hürdenlauf, im Weitsprung, im Diskuswurf, im Crosslauf sowie im Staffellauf und wurde in den Jahren 1931 bis 1938 insgesamt 29 Mal Österreichische Meisterin.
1936 vertrat sie Österreich in Berlin bei den Olympischen Sommerspielen. Sie ging an den Start über die 80 m Hürden, im 4 × 100-m-Staffellauf sowie im Diskuswurf, wo sie mit 34,00 m und dem 13. Rang ihre beste Platzierung belegte.
Bei den Europameisterschaften 1938 wurde sie Fünfte im Weitsprung (5,41 m), startete jedoch nach dem Anschluss Österreichs als deutsche Staatsangehörige (siehe Geschichte Österreichs).
Ronny Kohlbach gehörte den Sportvereinen WAC und WAF an.
Sie verstarb 1996 in Wien.

### Weltrekorde
- 38,2 s im 4-mal-75-Meter-Lauf am 8. September 1935 in Wien (Besetzung: Wanda Nowak, Grete Neumann, Kohlbach, Johanna Vancura)
- 3:25,0 min im 1200-Meter-Staffellauf (100 m, 100 m, 200 m, 800 m) am 6. Oktober 1935 in Wien (Besetzung: Mathilde Puchberger, Else Spennader, Kohlbach, Maria Puchberger)
- 7:47,7 min im 3-mal-800-Meter-Lauf am 28. August 1932 in Wien (Besetzung: Kohlbach, Fritzi Degen, Maria Puchberger)
- 56,6 s im 440-Meter-Staffellauf (200 m, 100 m, 80 m, 60 m) am 15. Juni 1933 in Wien (Besetzung: Gerda Gottlieb, Wanda Nowak, Kohlbach, Johanna Vancura)